# Jewhen Opanassenko
Jewhen Wolodymyrowytsch Opanassenko (ukrainisch Євген Володимирович Опанасенко; * 25. August 1990 in Saporischschja) ist ein ukrainischer Fußballspieler.

## Karriere

### Verein
Opanassenko spielte für die Nachwuchsabteilung von FK Krystal Cherson und gehörte anschließend bis ins Jahr 2007 der Jugend von Metalurh Saporischschja an. Seine Profikarriere startete er dann bei Metalurh Saporischschja 2, der Reservemannschaft Metalurhs. Anschließend spielte er sechs Spielzeiten lang für die erste Mannschaft. 2014 wechselte er zu Tschornomorez Odessa und eine Saison später zu Sorja Luhansk.
Zur Saison 2018/19 wurde er an den türkischen Erstligisten Konyaspor verkauft. Hier spielte er in anderthalb Jahren nur neun Mal in der Süper Lig und wurde deshalb im Januar 2020 an Worskla Poltawa abgegeben. Auch hier bestritt er bis zum Jahresende nur sieben Pflichtspiele und sein Vertrag wurde nicht verlängert. 2021 nahm ihn Inhulez Petrowe unter Vertrag.

### Nationalmannschaft
Opanassenko spielte in den Jahren 2010 bis 2012 16-mal für die ukrainische U-21-Nationalmannschaft. Zudem war er 2010 zweimal für die ukrainische U-19 aktiv.